# Scopula usticinctaria
Scopula usticinctaria là một loài bướm đêm trong họ Geometridae.